# God has failed
God has failed is het debuutalbum van de Duitse band RPWL. Het verscheen in het najaar 2000. Het album sluit nauwelijks aan bij hun album Terminal breath dat ze uitgaven onder de naam Violet District. Het album is meer de opvolger van Pink Floyds The Division Bell, maar eigenlijk komt de gehele discografie van Pink Floyd voorbij. Dat is niet alleen voor wat betreft de muziek, maar ook de titels van het album vertonen enige gelijkenis, zie bijvoorbeeld Hole in the sky (The Great Gig in the Sky). Vooral in de nummers met een loom tempo, zijn zangstem, toetsen en gitaar een spiegel van David Gilmour en Richard Wright. Het album is opgenomen in de Farmland Studio van bandlid Yogi Lang.

## Musici
- Yogi Lang - zang, toetsinstrumenten
- Karlheinz Wallner – gitaar
- Chris Postl – basgitaar
- Phil Paul Rissettio – slagwerk

## Muziek
| Nr. | Titel                                     | Duur |
| --- | ----------------------------------------- | ---- |
| 1.  | Hole in the sky (1. Fly; 2. Crawl to you) | 8:22 |
| 2.  | Who do you think we are                   | 4:15 |
| 3.  | Wait five years                           | 3:00 |
| 4.  | What I need                               | 7:15 |
| 5.  | Naamloos (1. Leaving; 2. What I need)     |      |
| 6.  | In your dreams                            | 6:47 |
| 7.  | It’s alright                              | 5:21 |
| 8.  | Crazy lane                                | 4:43 |
| 9.  | Fool                                      | 5:27 |
| 10. | Hole in the sky part 3: the promise       | 2:39 |
| 11. | Spring of freedom                         | 5:52 |
| 12. | Farewell                                  | 5:50 |
| 13. | God has failed                            | 2:16 |